# Cinelerra

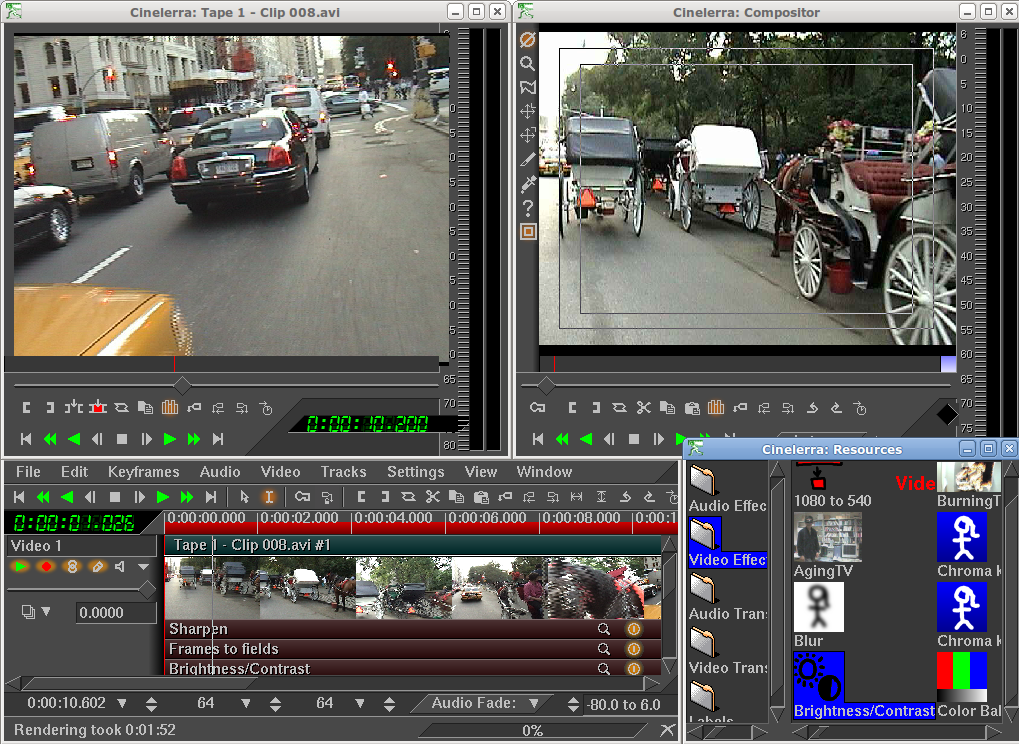
Cinelerra 2.1 in gebruik voor editing van video

Cinelerra is een programma voor videomontage en compositie (een NLE, niet-lineare editor), ontworpen voor het Linux-besturingssysteem. Het is gratis software die wordt gedistribueerd onder de open source GNU General Public License. Het ondersteunt behalve montage ook geavanceerde compositiebewerkingen, zoals keying en matten, met daarbij een titelgenerator, vele effecten om video en audio te bewerken, keyframe-automatisering en veel andere professionele functies, afhankelijk van de variant. Het verwerkt audio in 64 floating-point vorm. Video wordt verwerkt in RGBA- of YUVA-kleurruimten, in 16 bit-integer- of floating-point-vorm. Het is resolutie- en beeldverversingssnelheid onafhankelijk. De GG-variant ondersteunt tot 8K video, en kan ook dvd's en blu-rays maken.

## Korte geschiedenis
In 1996 bracht Adam Williams van Heroine Virtual, hoofdontwikkelaar van Cinelerra, een audioeditor voor Unix uit genaamd Broadcast 1.0 die grote (2 GB) audiobestanden kon verwerken. In 1997 werd Broadcast 2.0 uitgebracht, nog steeds alleen audio maar met een onbeperkt aantal tracks. In 1999 werd Broadcast2000 uitgebracht, inclusief video. Vanwege UI-beperkingen herschreef Williams belangrijke delen en bracht dat uit als Cinelerra op 12 augustus 2002, terwijl Broadcast2000 werd ingetrokken in september 2001. Cinelerra werd de eerste 64 bit-mediaproductietoepassing toen het in juni 2003 werd herschreven om te werken met de Opteron-processor van AMD en werd gepresenteerd op SIGGRAPH 2004 in San Diego. Sindsdien zijn er vele releases verschenen. De originele versie wordt nog steeds geproduceerd door Heroine Virtual. Er zijn meerdere afsplitsingen gemaakt door de opensourcegemeenschap, maar daarvan is er nog maar een actief. Voor een compleet overzicht van versies, zie de sectie Geschiedenis van Cinelerra. Ook al zien de verschillende varianten er hetzelfde uit, toch zijn er aanzienlijke functionele verschillen tussen de varianten.
Een overzicht van de verschillende varianten die meer dan een versie uitbrachten:
| Cinelerra- variant | Laatste uitgave en versie | Eerste uitgave en versie | Platformen (kant-en-klaar uitvoerbaar programma) | Nieuwe versies | Ondersteunde GUI-talen                |
| ------------------ | ------------------------- | ------------------------ | ------------------------------------------------ | -------------- | ------------------------------------- |
| GG Infinity        | 2022-08-31, 2022-08       | 2016-03-31, 5.1          | Linux AppImage                                   | Maandelijks    | EN, DE, FR, RU, ES, HU                |
| HV                 | 2024-05-17, 9             | 2002-08-12, 1.0.0        | Ubuntu: 16, 22                                   | Jaarlijks      | DE, ES, EU, FR, IT, NB, PT_BR, SL     |
| CV                 | 2015-08-13, 2.3           | 2003-04-29, 1.1.5        | In oudere Linux distro's                         | Inactief       | DE, ES, EU, FR, IT, NB, PT_BR, RU, SL |

## Interface
De interface van Cinelerra is vergelijkbaar met die van andere niet-lineaire videomontagesystemen, zoals Adobe Premiere Pro, Final Cut Pro en Avid Media Composer. De gebruiker krijgt vier vensters te zien (klokgewijs van links onder in het beeld boven rechts):
1. De tijdlijn, die de gebruiker een tijdgerelateerde weergave geeft van alle video- en audiotracks in het project, evenals keyframegegevens voor bijvoorbeeld camerabeweging, effecten of ondoorzichtigheid;
2. De viewer, die de gebruiker een methode biedt om handmatig richting begin of einde te bewegen van de afspeelpositie om een specifieke stuk te lokaliseren van video in het bronvenster;
3. De compositor, die de gebruiker het beeld geeft zoals het eruit zou zien als het zou worden gerenderd. De compositor laat de gebruiker de posities van video-objecten aanpassen en bv. met maskers te werken; het laat ook het resultaat van effecten zien;
4. Het bronvenster, dat de gebruiker een overzicht geeft van alle audenio- en videomiddelen in het project, alsmede de beschikbare audio- en video-effecten en overgangen.

Cinelerra gebruikt zijn eigen widgettoolkit Guicast (de Cinelerra GUI-bibliotheek), die niet voldoet aan de richtlijnen voor de gebruikersinterface van belangrijke Linux-desktops zoals GNOME en KDE. Dit heeft als voordeel dat het er hetzelfde uitziet en werkt, ongeacht welke distributie of bureaublad er wordt gebruikt, en dat het niet langer afhankelijk is van een veranderende versie van het bureaublad (bijvoorbeeld GNOME 2 / GNOME 3).

## Gebruik en onderscheidingen
Cinelerra heeft terrein gewonnen onder Linux-liefhebbers die op zoek zijn naar een native video-editing systeem. Professioneel gebruik werd vooral gepromoot door Linux Media Arts, dat een geïntegreerd hard- en softwarepakket voor videoproductie verkocht dat Cinelerra omvat.
Op de Electronic Media Show 2004 van de National Association of Broadcasters ontving Cinelerra de Bob Turner's "Making the Cut" award, uitgereikt aan "de beste en meest opwindende post-productieproducten van de beurs".
Een "Video editors score sheet" uit september 2017 vergelijkt 9 niet-lineaire video editors, en Cinelerra-GG komt verreweg als beste uit de bus.
Een artikel in Libre Graphics World van december 2018 vergelijkt Cinelerra met andere 7 andere video-editors voor Linux op het gebied van toekomstbestendigheid.

## Cinelerra.org
De website cinelerra.org werd oorspronkelijk geregistreerd door Richard Baverstock, een lid van de Cinelerra-CV community, op 10 januari 2004. Rond januari 2014 zag de Cinelerra-CV Community de vernieuwing van cinelerra.org over het hoofd. Het domein werd toen overgenomen door een ander project dat werd beheerd door Michael Collins, een van de oprichters van Cinelerra en een IT-professional met ervaring in de filmindustrie. Het was georganiseerd om alle bestaande Cinelerra-projecten samen te voegen en tegelijkertijd extra fixes en verbeteringen aan te brengen. Sinds begin 2015 beschikt Cinelerra over een open Git repository op Google Code voor analyse en input. Dat platform is echter read-only sinds 24 augustus 2015. Het bracht een op studio's gerichte versie 5.0 van Cinelerra uit in 2015. Het doel van Cinelerra.org blijft om vanaf 2016 een meer professionele waarde aan het product te ontwikkelen.
Cinelerra.org ondersteunt het werk aan Cinelerra-HV. De website verwijst in de download sectie naar zowel de HV- als de GG-varianten.

## Varianten

### Cinelerra-HV
Heroine Virtual genereert ongeveer jaarlijks een nieuwe release van Cinelerra, alleen beschikbaar als broncode en als een uitvoerbare versie voor Ubuntu. Hoewel het open source is, wordt de broncode alleen beschikbaar gesteld als volledige download voor elke release. Tussentijdse toegang tot de bronbestanden is niet mogelijk. Heroine Virtual gebruikt Sourceforge sinds het begin (eerste broncode 9 september 2001), maar reageert niet op bugs, patches en feature requests op dat platform. Eventuele bugs en gebruiksproblemen gevonden en opgelost door de open-source gemeenschap die worden voorgelegd aan Heroine Virtual resulteren zelden in een onmiddellijke reactie, en het is pas bij een nieuwe release duidelijk of Heroine Virtual veranderingen heeft opgenomen.
Om onderscheid te maken tussen alle verschillende varianten van de software, worden de releases van Heroine Virtual ook wel Cinelerra-HV genoemd.

### Cinelerra-CV / Cinelerra-CVE
Vanwege zowel de doorlooptijd in de ontwikkeling als het distributiespecifieke karakter van het originele Cinelerra heeft een groep softwareontwikkelaars hun eigen variatie van Cinelerra gemaakt die Cinelerra-CV heet (waar CV staat voor community versie).
Tot Cinelerra 2.1 volgde het versiebeheer van Cinelerra-CV dat van Heroine Virtual. Nadat Heroine Virtual een release uitbracht, onderzocht Cinelerra-CV de veranderingen die de nieuwe versie introduceerde en voegde deze samen in hun versie. CV werd toegevoegd aan het einde van het versienummer om de community versie aan te geven. Na de HV2.1 codesamenvoeging bijvoorbeeld werd de CV-versie voorzien van het label 2.1CV . Vanaf release 2.2 gebruikt Cinelerra-CV zijn eigen versieschema, maar voegt nog steeds code van Cinelerra-HV samen.
Na 26 juni 2019 zijn de officiële webpagina's van Cinelerra-CV offline gehaald en is de URL doorverwezen naar de website van Cinelerra-GG. De toenmalige CV-broncode is echter beschikbaar , de laatste broncode update daar is van 2018. De mailinglijst vanaf 2014 is gearchiveerd. De actieve Cinelerra-mailinglijst (nu GG-georiënteerd) vanaf januari 2005 is te vinden in de nieuwsgroep.
Door problemen met het samenvoegen van codewijzigingen in het CVS van Cinelerra-CV heeft Einar Rünkaru in 2010 zijn eigen afsplitsing Cinelerra-CVE gecreëerd. De repository daarvan is op Github, en laat regelmatig updates zien.

### Lumiera
Begin april 2008 kondigde de Cinelerra-gemeenschap een volledige herschrijving aan van de toenmalige community-versie, genaamd Lumiera. Het werd geboren als een herschrijving van de Cinelerra-codebase genaamd Cinelerra3 maar werd al snel opgesplitst in een onafhankelijk project met een eigen naam. Er is geen bruikbare applicatie per januari 2020. Het project blijft in een pre-alpha status van ontwikkeling met alleen een jaarlijks voortgangsrapport. Er is een voorafversie van maart 2016 beschikbaar voor Debian (de Jessie versie) en Mint (Rafaela).
Lumiera maakt geen gebruik van Guicast, de GUI-widget bibliotheek van Cinelerra. Lumiera's native interface wordt geschreven in GTK+, hoewel andere interfaces mogelijk zijn. In principe is de GUI een plug-in.

### Cinelerra-GG
Cinelerra-GG, een aparte variant van Cinelerra door William Morrow and Phyllis Smith, is gestart met gecombineerde code van Cinelerra-HV en Cinelerra-CV maar groeide snel. Eerst werd de ontwikkeling binnen Cinelerra.org gedaan, (Cinelerra 4.6-mod, Cinelerra 5.0), vervolgens binnen de site van Cinelerra-cv.org (Cinelerra 5.0, Cinelerra 5.1, Cinelerra GG 5.1), en sinds december 2018 met een eigen site cinelerra-gg.org als Cinelerra-GG Infinity. Morrow stierf in november 2020 bij een fietsongeluk, maar Smith gaat door met werken aan Cinelerra-GG. Een nieuwe ontwikkelaar levert nu veelvuldig updates.
Een belangrijk punt is dat Cinelerra-GG de afhankelijkheid van systeembibliotheken vermindert door ze in het programma zelf op te nemen waar het praktisch is, zoals ffmpeg en OpenEXR. Dit maakt het platform voorspelbaarder op verschillende platformen en maakt het ook mogelijk om nieuwere versies te gebruiken dan op het platform beschikbaar zijn.
Cinelerra-GG is vastbesloten om zo dicht mogelijk aan te sluiten bij wat men kan verwachten van professionele videobewerkingssoftware voor het Linux-platform.
Het heeft veel mogelijkheden, waaronder gebruik van recente versies van ffmpeg, uitgebreide kleurcorrectie mogelijkheden, Ultra HD tot 8K, ruim 400 video- en audioeffecten, twee interfaces voor audioplug-ins (LADSPA, en LV2 zoals Calf Studio Gear), meerdere denoisers en motion stabilizers, multi-camera editing, het gebruik van proxies om de werklast van een computer te verlichten, smart folders media filtering, 10 bit-kleurruimte (10bit + H.265 vereist speciale versie), advanced trim, live preview van bronnen, gedeelde tracks, groepsbewerkingen, horizontale en/of verticale timeline split, voorgeconfigureerde renderopties voor YouTube, en de mogelijkheid om workspacelay-outs op te slaan. Het ondersteunt meer dan 400 video/beeldformaten voor decodering en meer dan 140 voor codering, waaronder Apple ProRes, AV1 en WEBP. Het heeft een "Sketcher"-plug-in voor tekeningen uit de vrije hand, ondersteunt het maken van HD Blu-ray en dvd's, en enkele OpenCV-plug-ins zoals FindObj. Het laat geneste clips toe, en het delen van clips tussen projecten ("file-by-reference").
Het ondersteunt jog-wheels ShuttlePRO V.2 en ShuttleXpress van Contour Design, meerdere monitoren, HiDPI, en hardware-ondersteunde decodering/encodering via VAAPI/VDPAU/CUDA.
Net als de andere Cinelerra-versies (behalve Lumiera) gebruikt Cinelerra-GG zijn eigen GUI. Het heeft 11 GUI-thema's om tegemoet te komen aan de wensen van de gebruiker.
De GG-versie is actief in ontwikkeling, met regelmatige releases. Het wordt geleverd als 64 en 32 bit AppImage voor Linux. De broncode is beschikbaar als (handmatige) maandelijkse download of van de git.
Voor 2021 werd het geleverd als een voorverpakt multi-user-programma voor acht verschillende Linux distributies (Ubuntu, Debian, Arch, OpenSuse, Slackware, Fedora, Centos, Mint). Wanneer de betreffende repository werd toegevoegd aan de updatemanager van een distributie, verschenen de maandelijkse updates automatisch. Daarnaast zijn er single-user-builds voor de acht Linux distributies, plus FreeBSD en Gentoo. Alle builds zijn beschikbaar in 64 bit, voor Debian 9, Slackware en Ubuntu 14 zijn er ook 32 bit single-user-builds. Als proof-of-concept is er bij release 2020-01 een Windowsversie met beperkte functionaliteit uitgebracht.
Naast de maandelijkse releases van de GG-versie is het ook beschikbaar in twee Linux-varianten gewijd aan multimedia: AVLinux en Bodhi Linux Media. Het is ook opgenomen in DeLinuxGo en in het lichtgewicht Elive, waarvan de 32 bit versie bruikbaar is op oudere computers.
Cinelerra-GG communiceert met gebruikers en ontwikkelaars via drie platformen: het forum (gebruikersgericht), een bugtracker (feature requests, bugs, roadmap), en een mailinglijst (ontwikkelaars discussies). Elke maandelijkse release heeft een aanzienlijk aantal wijzigingen als gevolg van discussies en uitwisseling van informatie op deze platformen.
Cinelerra-GG heeft een zeer uitgebreid, actief onderhouden Engelstalig handboek in zowel PDF- als HTML-vorm, wat ook bereikbaar is vanuit Cinelerra-GG. Het handboek is nuttig voor zowel beginners (bv. met een Quickstart section) als professionals. Ook is er een YouTubekanaal met tutorials.
De verschillen tussen GG en de HV en CV varianten zijn te zien in.

## Geschiedenis van Cinelerra
Gebeurtenissen met de originele variant van ontwerper Heroine Virtual zijn aangegeven met HV, die van de GG Infinitiy variant GG, die van de "community version" met CV.
| Variant | Versie  | Release datum | Veranderingen |
| ------- | ------- | ------------- | --- |
|         |         | 2000-06-15    | Oprichten van het Cinelerra-project. Na vele discussies tussen Adam Williams en Michael Collins over de ontwikkeling van niet-linear-editing onder Linux, presenteerde Williams de naam en het concept van Cinelerra aan zakenpartner Michael Collins in Sunnyvale, California. |
| HV      | beta 1  | 2002-06-10    | HV's SourceForge backup files laten veel activiteit zien vanaf 2001-09-09 tot release 1.1.0 . |
| HV      | beta 2  | 2002-07-12    | |
| HV      | 1.1.0   | 2002-08-12    | Eerste release |
| HV      | 110802  | 2002-11-08    | Deze release identificeerde zichzelf nog steeds als versie 1.1.0, maar had aanzienlijke veranderingen ten opzichte van de 2002-08-12-release, bijvoorbeeld LADSPA-ondersteuning en titelwijzigingen. Omdat er sinds de versie van 2002-08-12 drie aparte blokken met commentaar in het wijzigingslogboek staan, lijkt dit meer op een versie 1.1.3. |
| HV      | 1.1.5   | 2003-02-11    | |
| CV      | 1.1.5   | 2003-04-29    | De eerste fork. Code afgesplitst in een "Community Version". Deze maakt gebruik van het versiecontrolesysteem CVS. HV gebruikt SourceForge. |
| HV      | 1.1.6   | 2003-05-12    | |
| HV      | 1.1.7   | 2003-08-11    | |
| CV      | 1.1.7   | 2003-10-05    | Code van HV 1.1.7 samengevoegd. |
| HV      | 1.1.8   | 2003-11-11    | |
| HV      | 1.1.9   | 2004-02-11    | Van de nieuwssectie van Heroine Virtuals website (vertaald): "Dit is een mijlpaal omdat het waarschijnlijk voor het eerst is dat er meer code is ingebracht door de community dan intern." |
| CV      | 1.1.9   | 2004-02-17    | Code van HV 1.1.9 samengevoegd. |
| HV      | 1.2.0   | 2004-05-11    | Van de nieuwssectie van Heroine Virtuals website (vertaald): "Cinelerra heeft een groot aantal kleine veranderingen. En Quicktime kan eindelijk Sorenson en gecomprimeerde headers decoderen." |
| HV      | 1.2.1   | 2004-08-08    | Van de nieuwssectie van Heroine Virtuals website (vertaald): "Quicktime 2.0.4 is geüpdatet. Ga de wereld van glijkomma-beeldberekeningen in met deze release. Het is niet alleen een nauwkeuriger kleurruimte, het is een totaal nieuwe manier om over kleur na te denken. Ten slotte is Cinelerra officieel stabieler in 64 bitmodus dan in 32 bitmodus." |
| CV      | 1.2.1   | 2004-08-16    | Code van HV 1.2.1 samengevoegd. Er zijn speciale toevoegingen in deze versie, b.v. h.264-codering. Cineon gebruikte het op NAB onder Fedora 1,2 en BSD 5, en dit kon 4k film 4096×4096 aan als de grafische kaart het toeliet. Snelle beeldverversing van meer dan 210 beelden per seconde bij 720×480 29.97, tegelijkertijd met inbrengen van live-HD-video in de timeline van een videocamera. video4linux driver Zoran-chip. |
| HV      | 1.2.2   | 2005-01-10    | |
| CV      | 1.2.2   | 2005-01-18    | Code van HV 1.2.1 samengevoegd. |
| HV      | 2.0     | 2005-09-12    | Van de nieuwssectie van Heroine Virtuals website (vertaald): "H.264- en MPEG-4-ondersteuning. MPEG-video rechtstreeks importeren." |
| CV      | 2.0     | 2005-09-29    | Code van HV 1.2.1 samengevoegd |
| HV      | 2.1     | 2006-07-02    | Uit de "change log" in de source: "Meerdere audioverwerkingsverbeteringen, compositorische verbeteringen, beperkte ondersteuning van dvd-ondertitels, OpenGL-ondersteuning voor compositing en vele effecten, verbeteringen van motion-tracking". |
| CV      | 2.1     | 2006-09-07    | Code van HV 1.2.1 samengevoegd. Het eerste gebruik van git en een meer-personen-merge. |
| HV      | 4.0     | 2008-08-08    | Sinds alle versies vanaf 2.0, 10 bit (nuttig voor prof. Cinepaint) en 16 bit RGB(A),YUV(A) zijn verwijderd en vervangen door RGB YUV Float. |
| HV      | 4.1     | 2009-09-25    | Van de nieuwssectie van Heroine Virtuals website(vertaald): "Belangrijkste feature is geneste sequences. Het Viewer venster laat geen video clips zien, bug opgelost in volgende versie ten koste van verwijdering van een ander feature." |
| HV      | 4.2     | 2010-10-17    | Van de nieuwssectie van Heroine Virtuals website(vertaald): "Hoofdzakelijk een release voor bugfix en persoonlijke eisen. Functie Edit->Edit->Align edits, die alle audiobewerkingen op één lijn brengt met de video. Keyframe overspannen functie, waarbij het markeren van een regio met keyframegeneratie aan ervoor zorgt dat effect veranderingen op alle keyframes werkt. Onderdelen worden nu in subprocessen geopend, zodat ze niet het hele programma naar beneden halen als ze vastlopen. Kan geen clips meer slepen en neerzetten, de functie is hier en in toekomstige versies verwijderd. |
| CV      | 2.1.5   | 2010-11-21    | |
| HV      | 4.3     | 2011-08-06    | Van de nieuwssectie van Heroine Virtuals website(vertaald): "Text to movie". Maakt het mogelijk om een script om te zetten in een instant film met live updates en zoekopdrachten. |
| CV      | 2.2     | 2011-11-13    | Van de Cinelerra-CV website's nieuws sectie (vertaald): "Het omvat Hermann Vosselers Bezier Patch (bezier-automatisering voor Cinelerra-CV-fades, camera en projector), verbeterde standaardinstellingen, uitgebreid audiobereik, ondersteuning voor multilijnlabels en opmerkingen bij clips, autodetectie van OpenGL in configure, detectie van v4l2." |
| HV      | 4.4     | 2012-09-07    | Van de nieuwssectie van Heroine Virtuals website(vertaald): "Snellere opstart en reactiesnelheid, audio-oscilloscoop, nieuw helder thema en ook 3-weg kleurcorrectie." |
| HV      | 4.5     | 2013-10-25    | Van de nieuwssectie van Heroine Virtuals website(vertaald): "Snelheidscurven voornamelijk voor video & in gedegradeerde kwaliteit voor audio. Enige controle over of automatisering volgt op bewerkingen. Mogelijkheid om keyframes over te zetten tussen audio- en videotracks. Bewegingsmomenten worden opgeslagen in /tmp/m en /tmp/r. Time Avg wist de accumulator op de keyframes." |
| HV      | 4.6     | 2014-09-10    | Van de nieuwssectie van Heroine Virtuals website(vertaald): "Gesplitste vensterbewerking. OpenGL wordt ondersteund op Intel HD. Titler verbeteringen. Foutcorrecties." |
| org     | 5.0     | 2015-07-04    | Cinelerra.org brengt een studio-centrale versie van Cinelerra uit, getiteld 5.0. Cinelerra is nu volledig geïntegreerd met FFMPEG en ondersteunt talrijke 4K en 2K ongecomprimeerde cinemastandaarden van camerafabrikanten zoals AJA, Blackmagic Design en Red. |
| CV      | 2.3     | 2015-08-13    | Van de Cinelerra-CV website's nieuws sectie (vertaald): "Volledige UTF-8-ondersteuning; volledig nieuwe overlay-engine en resampler; nieuwe graphics: "Over"-venster, enkele iconen; nieuwe plug-ins: GreyCStoration, C41, Bluebanana, color3way, findobject, lens; sommige vertalingen zijn bijgewerkt (Duits, Italiaans, Frans, Noors, Portugees); veel kleine bugfixes; wijzigingen in bouwsysteem". Dit zal de laatste CV-release blijken te zijn. |
| HV      | 4.6.1   | 2015-11-09    | Van de nieuwssectie van Heroine Virtuals website(vertaald): "Update van de x264-compressorbibliotheek. Verbeterde mp3-decodering. Video schalen is nu ofwel de dichtstbijzijnde buurman of bicubisch, maar nooit lineair. Proxy-editing kreeg een start voor de ontdekking dat moderne pc's gemakkelijk 4k kunnen decoderen." |
| 5.1     | 2016-03 | 2016-03-31    | De eerste van maandelijkse releases van een branch los van de HV-, CV- en .org-varianten, eerst onder de naam Cinelerra 5.1, maar vanaf september 2018 als Cinelerra-GG Infinity. |
| HV      | 6.0     | 2016-11-17    | Van de nieuwssectie van Heroine Virtuals website(vertaald): "De h264 decodering bijgewerkt. Er zijn geen picons meer in het activavenster. Motion tracking heeft grote optimalisaties ondergaan. Resampling effecten kregen nieuwe interfaces. Titler kan ondertitelbestanden laden." |
| HV      | 7.0     | 2017-10-13    | Van de nieuwssectie van Heroine Virtuals website(vertaald): "Geoptimaliseerde weergave van grootformaat-video. H.265-decodering. Geoptimaliseerde schermopname. Sferische camera menging. Eyedropper kan de maximale waarde weergeven. Interpoleren van CR2-beelden doet altijd witbalans. |
| GG      | 2018-09 | 2018-09-30    | Eerste van de maandelijkse releases van de Cinelerra-GG Infinity-variant, dit is een rolling release. Zie de release notities (in het Engels) die betrekking hebben op maandelijkse releases sinds medio 2016, aanvankelijk niet onder de naam GG. |
| HV      | 7.1     | 2019-01-23    | Van de nieuwssectie van Heroine Virtuals website(vertaald): "Exporteren van H.265-video in Quicktime. Zoeken naar MKV/WEBM-bestanden. Meer bugs opgelost." |
| GG      | 2019-01 | 2019-01-31    | De 5e maandelijkse release van Cinelerra-GG Infinity voegt ondersteuning toe voor jog-wheels ShuttlePRO V.2 en ShuttleXpress van Contour Design. |
| GG      | 2019-04 | 2019-04-30    | De 8ste maandelijkse release van Cinelerra-GG Infinity introduceert GPU-accelerated decoding voor sommige videoformats. |
| GG      | 2019-05 | 2019-05-31    | De 9de maandelijkse release van Cinelerra-GG Infinity introduceert GPU-accelerated encoding voor sommige videoformats. |
| GG      | 2019-07 | 2019-07-31    | De 11de maandelijkse release van Cinelerra-GG Infinity heeft belangrijke verbeteringen in werken met maskers. |
| HV      | 7.2     | 2019-10-11    | |
| GG      | 2019-10 | 2019-10-31    | De 14de maandelijkse release van Cinelerra-GG Infinity voegt scaling for HiDPI monitors toe, en maakt AV1-decoding sneller. |
| GG      | 2020-01 | 2020-01-31    | De 17de maandelijkse release van Cinelerra-GG Infinity voegt OpenSuse Tumbleweed toe als ondersteund platform, en Gentoo als "single user" platform. Daarnaast is een beperkte Windowsuitvoering beschikbaar. |
| GG      | 2020-07 | 2020-07-31    | De 23ste maandelijkse release van Cinelerra-GG Infinity voegt video synchronisatie via timecode toe, twee meer subtitleformaten, en auto-rotatie voor videos met rotatie-metadata. |
| GG      | 2021-02 | 2021-02-28    | De 27ste release van Cinelerra-GG Infinity. De release vorm is veranderd van distro-specifieke verpakking naar AppImage. Andere veranderingen: autosave backups optionele feature is nu een Settings in Preferences onder Appearance; extra FFmpeg video/audio renderformaten toegevoegd zoals DNxHR-variaties; aspect ratio en interlace verbeteringen; het Batch Render menu heeft nu een verborgen aan/uit-optie om vergissingen te voorkomen; Openjpeg geüpgraded van 2.3.1 naar 2.4.0. |
| HV      | 7.3     | 2021-03-04    | |
| GG      | 2021-05 | 2021-05-31    | De 29ste release van Cinelerra-GG Infinity. Deze voegt contextgevoelige help toe via alt-h. |
| GG      | 2021-07 | 2021-07-31    | De 31ste release van Cinelerra-GG Infinity. Updates voor x264-, x265- en AV1-codecs, H.265 10 en 12 bit-ondersteuning bijgewerkt en gecombineerd met 8 bit, verbeteringen in EDL export, PAL/NTSC kleurruimte-splitsing. |
| GG      | 2021-08 | 2021-08-31    | De 31ste release van Cinelerra-GG Infinity. Update van de ingebouwde ffmpeg naar versie 4.4, meer dan 20 nieuwe audio/videoeffecten, configureerbare snelheden snel/langzaam. |
| HV      | 7.4     | 2021-10-21    | |
| GG      | 2021-10 | 2021-10-31    | De 34ste release van Cinelerra-GG Infinity. Extra renderformaten (Cineform, DPX, MXF), Hongaars als GUI-taal toegevoegd, fix voor titelfade, fix traag opstarten door onnodige plug-in discovery. |
| GG      | 2022-03 | 2021-03-31    | De 39ste release van Cinelerra-GG Infinity. Een gebouwde versie voor FreeBSD 12.3 en FreeBSD 13 is beschikbaar in de testsectie. Voor aarch64 een kan een AppImage worden gebouwd. Meerdere libraries geüpdatet, snellere AV1 ondersteuning, verbeterde bouwscripts, verbetering dvd-rendering. |
| GG      | 2022-05 | 2021-05-31    | De 41sth release van Cinelerra-GG Infinity. Ingebouwde OpenJPEG geüpgraded van 2.4.0 naar 2.5.0. LV2-audio-plug-in-verbeteringen. Fixes voor blu-ray, niet-linux platformen, Timecode (Ctrl-!), en memory/resourcelekken. Verschillende verbeteringen voor het bouwen; vaapi-renderformaten QT en MKV toegevoegd. |
| GG      | 2022-08 | 2022-08-31    | De 44th release VAN Cinelerra-GG Infinity. Ingebouwde FFMPEG-libraries geüpgraded from 4.4 to 5.1 . 11 nieuwe video plug-ins, 10 nieuwe audio plug-ins, en meerdere render formaten toegevoegd. |